# Équipe d'Ukraine des moins de 20 ans de football
Maillots
L'équipe d'Ukraine de football des moins de 20 ans ou M20 est constituée par une sélection des meilleurs joueurs ukrainiens de 20 ans ou moins sous l'égide de la Fédération d'Ukraine de football (FFU).
Cette équipe a atteint à trois reprises les huitièmes de finale de la Coupe du monde des moins de 20 ans avant de remporter celle de 2019.

## Histoire
Le 11 juin 2019, l'Ukraine se qualifie pour la phase finale de la Coupe du monde des moins de 20 ans organisée en Pologne, en battant l'Italie (1-0). Lors d'une finale jugée surprise, elle parvient à brandir le trophée le 15 juin 2019 en prenant le dessus sur la Corée du Sud malgré l'ouverture du score sud-coréenne (3-1).

## Palmarès
- Coupe du monde de football des moins de 20 ans
  - Vainqueur en 2019
- Tournoi Toulon
  - Vainqueur en 2024[2]

## Parcours en Coupe du monde des moins de 20 ans
- 1993 : Non qualifié
- 1995 : Non qualifié
- 1997 : Non qualifié
- 1999 : Non qualifié
- 2001 : Huitième de finaliste
- 2003 : Non qualifié
- 2005 : Huitième de finaliste
- 2007 : Non qualifié
- 2009 : Non qualifié
- 2011 : Non qualifié
- 2013 : Non qualifié
- 2015 : Huitième de finaliste
- 2017 : Non qualifié
- 2019 :  Vainqueur
- 2021 : Annulée
- 2013 : Non qualifié